# Kihnu
Kihnu (schwedisch Kynö, deutsch veraltet Kühnö) ist mit 16,9 km² die siebtgrößte estnische Insel. Politisch ist sie eine selbständige Gemeinde im Kreis Pärnu.

## Lage
Sie liegt rund 12 Kilometer südlich der Halbinsel Tõstamaa im Rigaischen Meerbusen. Die Gemeinde Kihnu umfasst außer der Hauptinsel noch einige unbewohnte Kleinstinseln, insgesamt eine Fläche von 16,65 km².
Am 1. Januar 2025 lebten auf Kihnu 701 Menschen. Sie verteilen sich auf die vier Dörfer Lemsi, Linaküla, Rootsiküla und Sääre. Lemsi ist der Hafenort der Insel. Es besteht eine Fährverbindung nach Manilaid sowie nach Pärnu auf dem Festland. Im Herbst und Winter besteht zudem eine Flugverbindung nach Pärnu; der Flugplatz Kihnu befindet sich in Säärekülä, ebenso das Rathaus und das Postamt. Im Winter friert die Meerenge zwischen Kihnu und dem Festland häufig zu, so dass die Insel mit dem Auto über das Eis erreicht werden kann.

## Geschichte
Die Aufnahme des Kulturraums der Insel in die von der UNESCO geführte Repräsentative Liste des immateriellen Kulturerbes der Menschheit fand Kihnu 2003 beziehungsweise 2008 aufgrund seiner im Vergleich zum Festland noch relativ lebendigen Traditionen und des eigentümlichen Dialekts. Die traditionelle Tracht (farbige Wollröcke und eine Schürze) tragen allerdings nur noch wenige Frauen im Alltag. Mit der Modernisierung in der Zeit der Sowjetunion ist auch auf Kihnu ein Großteil der Traditionen unter Druck gekommen: viele männliche Inselbewohner, die zuvor fast sämtlich zur See gearbeitet hatten, fanden Arbeit in der nunmehr maschinisierten Landwirtschaft. Obwohl dadurch der vorwiegend von Frauen bestimmte Charakter des Insellebens zurückging, wird die Kultur Kihnus noch oft als „letzte matriarchalische Gesellschaft Europas“ bezeichnet (allerdings ohne matrilineare Abstammung und ohne matrilokalen Wohnsitz von Ehepaaren). In der früheren Zeit hatten die Frauen die Landwirtschaft weitgehend in Eigenregie bestellt. Noch heute treiben sie viele Projekte der Gemeinde voran und die Mitglieder des Stadtrats sind meistens mindestens zur Hälfte weiblich.
Die Aufnahme in die Liste der UNESCO erfolgte durch die Fürsprache des in Estland weithin bekannten Dokumentarfilmers Mark Soosaar und der Frau des ehemaligen Staatspräsidenten Arnold Rüütel, der Volkskundlerin Ingrid Rüütel.
Heute gibt es, wie in vielen ländlichen Gegenden Estlands, auch auf Kihnu nur wenig Arbeit. Ein Erwerbszweig mit Perspektive scheint aufgrund des UNESCO-Schutzstatus der Tourismus zu sein. Bereits heute gibt es auf der Insel ein Folklore-Ensemble, das für Touristen traditionelle Lieder und Tanz aus Kihnu darbietet. Treibende Kraft ist die ehemalige Bürgermeisterin Annely Akkerman, die auf Kihnu geboren ist und die Fährgesellschaft (Kihnu Veeteed) sowie die lokale Tourismusagentur (AS Kihnurand) leitet.

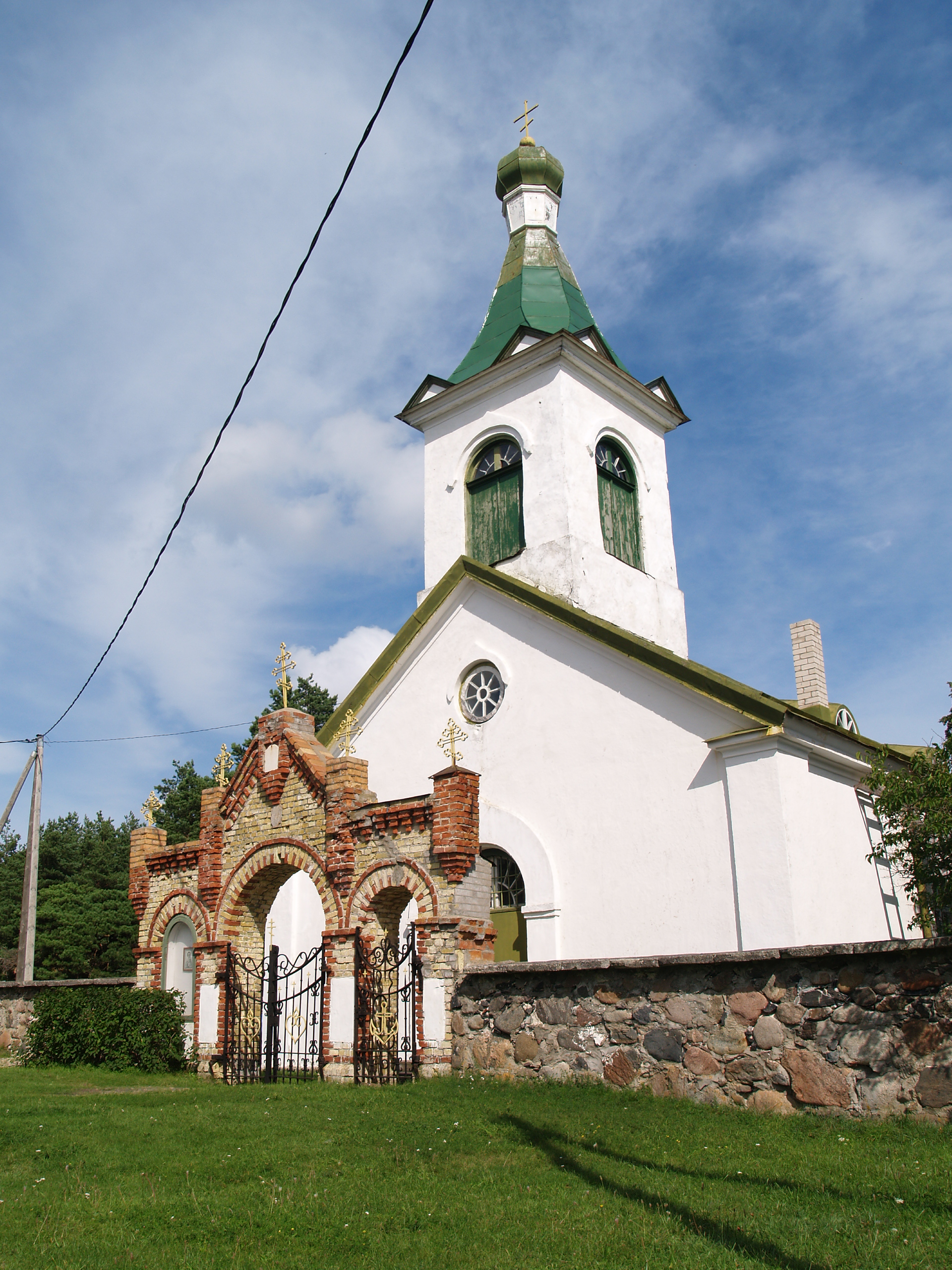
Die Inselkirche
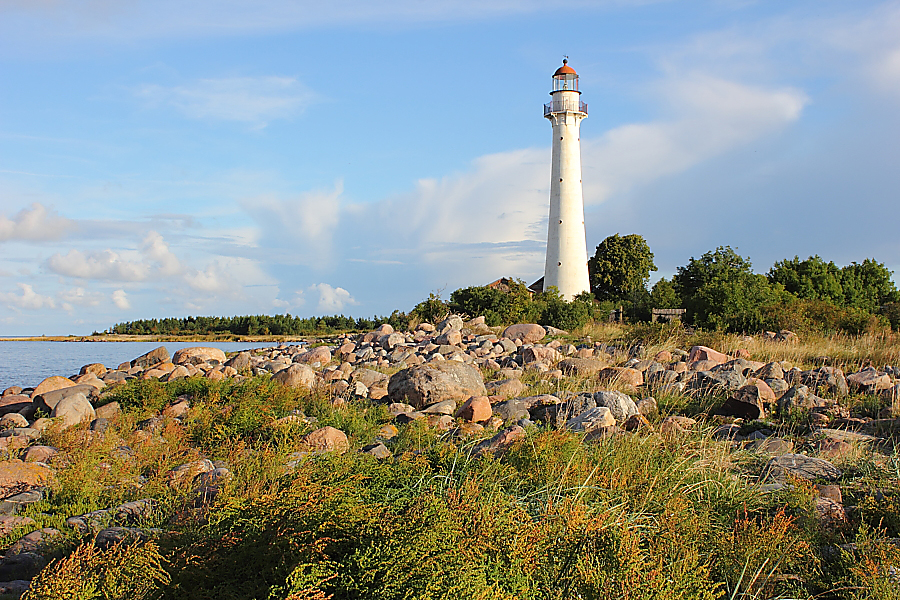
Der Leuchtturm
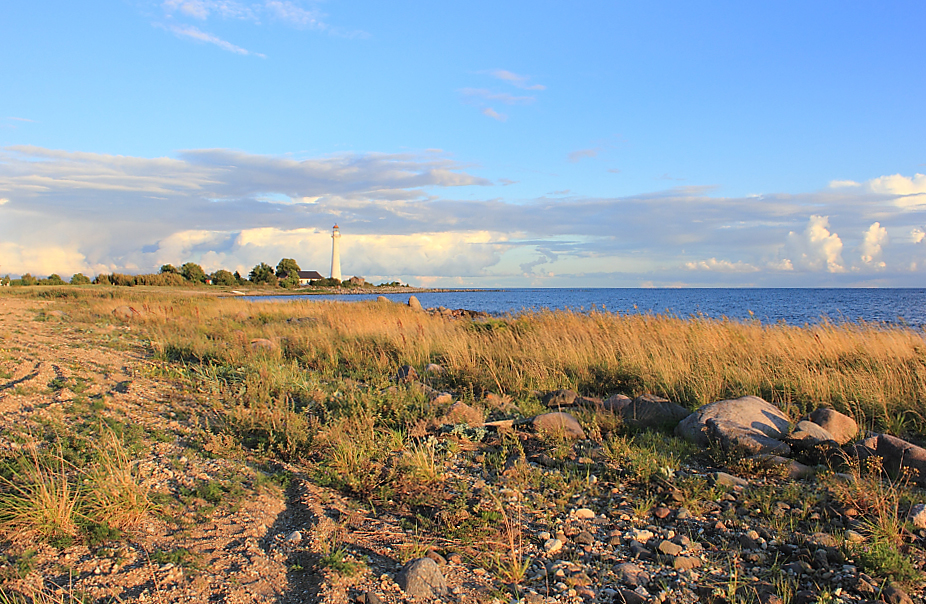
Am Strand
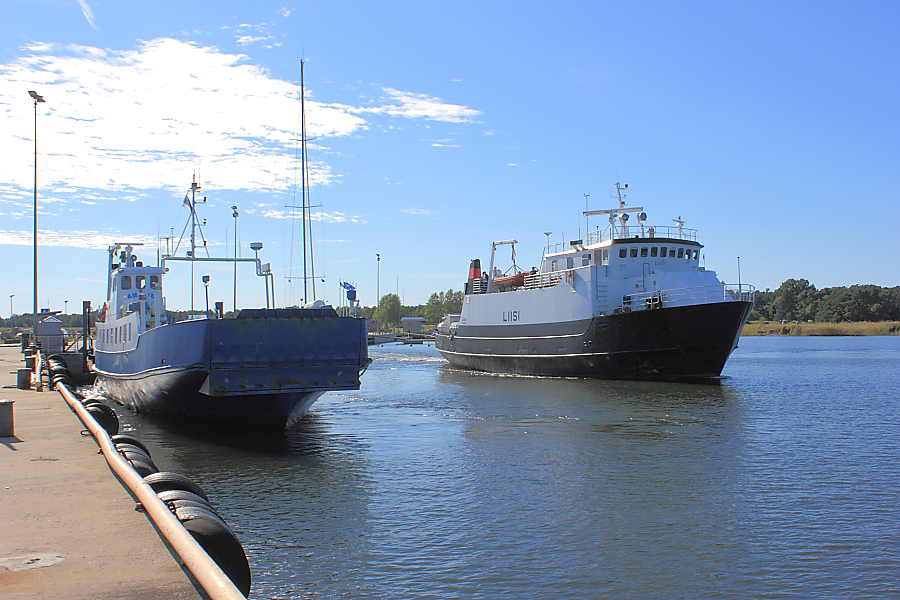
Im Hafen